# Burkholderia pseudomallei
Burkholderia pseudomallei — грам-негативна рухома паличкоподібна бактерія роду Burkholderia. Патогенна для людини і тварин, спричинює меліоїдоз.
Бактерія була вперше виділена британським патологом Альфредом Вітмором у 1911 році з трупів людей, що загинули від меліоїдозу.
Меліоїдоз зустрічається в деяких країнах Південно-Східної Азії, Центральної і Південної Америки, в Австралії і на острові Мадагаскар. Збудник віднесений до II групи патогенності.

## Систематика
B. pseudomallei була вперше виділена капітаном Альфредом Вайтмором в 1911 році в Янгоні (М'янма) від опіумних наркозалежних, що померли від меліоїдозу та описана в 1913 році під назвою Bacterium pseudomallei — від pseudes — «помилковий» і malleus — «сап» (друга назва меліоїдозу — псевдосап). У 1957 році Хейнз (Haynes) і Буркхолдер (Burkholder) перенесли збудника меліоїдоза до роду Pseudomonas. У 1973 році Норберто Паллероні зі співавторами за даними рРНК-ДНК гібридизації розділив рід Pseudomonas на 5 груп гомології, де Pseudomonas pseudomallei була включена до числа 7 видів групи II. У 1993 році група японських дослідників на основі даних аналізу 16S рРНК, порівняльної гібридизації геномів і складу жирних кислот клітинної мембрани виділили всі сім видів групи гомології II до окремого роду Burkholderia.

### Морфологія
B. pseudomallei — грам-негативна, пряма або злегка скривлена паличкоподібна бактерія розміром 2-5 × 0,4-0,8 мікрон. Рухома, має кілька джгутиков (лофотрих). Спор і капсул не утворює.

### Культуральні властивості
B. pseudomallei — хемоорганогетеротроф, аероб, позитивний на оксидазу, росте на простих живильних середовищах, оптимальні температури близько 40 °C, оптимальна кислотність нейтральна або слабо кисла (pH 6,8 — 7,0). На МПА з 5 % гліцерину росте у вигляді колоній R-, S- і M-типу. Колонії сірувато-білі, пігментів не утворює. На рідких середовищах росте у вигляді помутніння і утворення складчастої плівки. Для селективного вирощування застосовується середовище Ешдауна (розроблене для Burkholderia cepacia).
Більшість штамів здатні до ферментації цукрів без утворення газу, зокрема глюкози, галактози, манітолу, старіші культури також розкладають мальтозу і крохмаль. Також здатні гідролізувати желатин, утворювати індол, експресувати аргініндегідролазу, утилізувати рибозу, адонітол, еритрол. Ці бактерії синтезують як екзо-, так і ендотоксини, роль яких у патогенезі залишається наз'ясованою.

### Екологія
Є ґрунтовим сапротрофом, мешкає в ґрунті і ґрунтових водах повсюдно. Штами, що викликають меліоїдоз, зустрічаються майже виключно в Південно-Східній Азії (меліоїдоз є ендемічним в цьому регіоні), північній Австралії і деяких інших тропічних регіонах.

### Геном
Геном B. pseudomallei штаму 1106a представлений двома майже рівновеликими кільцевими хромосомами. Хромосома I має 3988455 пар основ завдовжки і містить 4085 генів, з них 4019 кодують білки. Хромосома II менша (3100794 пар основ) і містить 3178 генів, з них 3164 кодують білки.
Геноми інших штамів відрізняються розмірами, але завжди мають дві хромосоми (наприклад B. pseudomallei штам 668 має дві хромосоми 3912947 пар основ і 3127456 пар основ). Геном B. pseudomallei, таким чином, достатньо пластичний, зокрема за рахунок наявності острівців патогенності і інтегрованих плазмід. Зокрема острівці патогенності надають цьому організму можливість інфікувати людину та, можливо, були отримані від інших бактерій в результаті горизонтального переносу. Вміст ГЦ типового штаму ATCC 23343 дорівнює 69,5 %, у інших штамів ці дані можуть незначно відрізнятися, зважаючи на відмінності у розмірі хромосом.

## Патогенез
B. pseudomallei є збудником природно-осередкового інфекційного захворювання — меліоїдозу. Зараження відбувається веаслідок контакту із зараженим ґрунтом і водою. Також відомі рідкісні випадки простатиту, який спричинює B. pseudomallei. Джгутики і здібність до руху є важливими факторами патогенності. Також бактерія володіє слабкими властивостями адгезії до клітин хазяїна та здатна активувати Toll-подібні рецептори.

## Профілактика і міри боротьби
Знищення гризунів і комах, недопущення забруднення екскрементами щурів і мишей кормів, тваринницьких продуктів, води. З появою меліоїдозу серед тварин ізолюють хворих, очищають і дезінфікують приміщення, вживають заходів для недопущення зараження людей.